# Pahtajärvi (Pajala socken, Norrbotten, 755921-181024)
Pahtajärvi är en sjö i Pajala kommun i Norrbotten och ingår i Torneälvens huvudavrinningsområde.